# 松本剛 (レフリー)
松本 剛（まつもと たけし）は、日本のラグビーレフリー（審判員）。2021年現在、日本協会A級公認レフリーを務めている。

## プロフィール
- 長崎県長崎市出身。
- 選手時代のポジションはロック(LO)。
- 大村城南高校ラグビー部監督を務めている[2]。

## 略歴
長崎北陽台高校、茨城大学を経て、2002年、レフリーになる。